# Luc Piron
Pour les articles homonymes, voir Piron.
Luc Piron, né le 5 janvier 1952, est un artiste belge,. 
Il est peintre et graveur. Mais il est aussi photographe et expérimente les possibilités de l'art informatique,.

## Biographie

### Académie des beaux-arts
Luc Piron a étudié l'art à l'Académie voor Schone Kunsten à Malines et à l’ Académie royale des beaux-arts d’Anvers,. Lorsqu'il était encore étudiant à l'académie des beaux-arts, le jeune artiste reçut le « Prijs Singer-Frieden voor monumentale schilderkunst » (un prix attribué dans la catégorie grandes œuvres d'art) en 1970 et le « prijs Pro Civitate  Kleur, lijn, volume » (un prix dans catégorie couleur, ligne, volume) en 1971.

### Reconnaissance précoce dans les années 1970
Luc Piron a eu sa première grande exposition de groupe - avec trois autres artistes - en 1974 dans le respectable[pourquoi ?] Provinciaal Centrum Arenberg, Anvers,,. En 1974, le poète Herman De Coninck le choisit pour illustrer un recueil de poèmes bibliophile intitulé « Puur Natuur ». La coopération du poète et de l'artiste est mentionnée par Ludo Simons.
En 1975, Luc Piron a reçu le Prix de l'État,. L'année suivante, Piron présente une exposition personnelle à la célèbre Lens Fine Art Gallery d'Anvers.
En 1977, Piron a été invité à participer à une exposition intitulée « Rubens Now » au ICC, le Centre culturel international à Anvers. L'Internationaal Cultureel Centrum (ICC) d'Anvers est la première institution officielle pour l'art contemporain en Flandre. Dans les années 1970 et au début des années 1980, il a contribué de manière décisive à la réception de l'art avant-gardiste belge et international », selon un communiqué de l'autre grand musée d'art d'Anvers, le Musée d'Art contemporain d'Anvers ou M HKA.
Un an plus tard, il coopère avec Greet Stroobants et le compositeur et artiste sonore Baudouin Oosterlynck dans une performance et un environnement baptisés « La salle de Bondage » (Bondage Room).

### Période moyenne
En 1980, Piron a présenté plusieurs expositions, dont une au Musée d'art contemporain, le Centraal Museum d'Utrecht (Pays-Bas).
Outre de nombreuses expositions en Belgique et aux Pays-Bas, il a exposé dans des pays tels que l'Espagne, l'Allemagne, l'Italie et l'Inde. Ainsi, il y a une exposition à Bilbao (Espagne) en 1982. La même année, son travail a été discuté dans le livre L'image de l'art en Flandre aujourd'hui - 100 artistes flamands. Il y a d'autres expositions remarquables, comme celle évoquée en 1986 par Willem Elias dans la revue VUB Nouveau Magazine.
En 1992, son exposition « Initialen van een verloren landschap » (Initiales d'un paysage perdu) a lieu à la galerie Lens Fine Art à Anvers. Cette année-là, Piron a également été invité à participer à l'exposition internationale Eurégional à Hasselt, réunissant des artistes de l'Euregio (Belgique, Pays-Bas et Allemagne de l'Ouest), co-organisée par le Ludwig Forum für Internationale Kunst (en abrégé : Museum Ludwig) à Aix-la-Chapelle, Allemagne. Au début de 1993, Étienne Wynants examine l’exposition « Euregionale ‘92 » dans le magazine d’art De Witte Raaf. Wynants n'est pas positif à propos de tout le travail présenté par les artistes. Mais il a aimé  « une série de variations sur un paysage - dessins abstraits lyriques et peintures - de Luc Piron ».

### Période contemporaine
En Allemagne, la participation de Luc Piron au projet « Figurenfeld: Erfahren, Erinnern » conjointement avec l'artiste italo-canadien Angelo Evelyn, l'artiste bavarois Li Portenlänger (en) et le poète cosmopolite bilingue Andreas Weiland a attiré l’attention de la presse et d’une émission radiophonique en 2004-2005. Les computer graphiques (et photographies numériques manipulées) de Piron présentés dans le cadre de l'exposition Erfahren, Erinnern à l'Université catholique d'Eichstätt-Ingolstadt) évoquent une guerre folle et cruelle,,,.
De retour en Allemagne, Piron a participé à l'exposition « Hortus - Wander Wunderkammer » en 2008. La presse sud-allemande a écrit sur cette exposition. De Zuid-Duitse pers schreef over deze tentoonstelling in Eichstätt,,.
En 2009, Piron a participé à l'exposition « Clinamen » à Bruxelles, qui a été commentée dans le journal « La Libre »,.
En 2010, Luc Piron a été invité à participer à l'exposition « Niet van Gisteren » au Centre culturel de Malines.
Au cours des dernières décennies, Piron s'est de plus en plus intéressé aux relations entre surface, espace et matériau. Des recherches sur des thèmes tels que « le vide » et le « hasard » ont abouti à des peintures, gravures, art informatique et dessins minimalistes.
Hedwig Neesen considère les peintures de Piron comme des œuvres minimalistes.
Les réflexions picturales de Luc Piron sur « le vide » et son minimalisme sont peut-être inspirés par des artistes occidentaux comme John Cage, influencés par le I-Ching et également par le bouddhisme zen. Une exposition de groupe à laquelle il a participé en 2007 révèle également son intérêt pour le bouddhisme. Ce n’est peut-être pas par hasard qu’il a choisi de participer à l’exposition « L’Institut Tibetain Yeunten Ling – tentoonstelling 80 kunstenaars » (Huy, Belgique, du 25 mars au 9 avril 2007),.
Les critiques ont noté une symbiose d'éléments purement abstraits et figuratifs, de ce qui peut être touché et de l'illusion[réf. nécessaire].
Depuis 2010, Luc Piron a découvert la photographie en tant que médium artistique. Son œuvre photographique est davantage axée sur le graphisme que sur la photographie pure - il l'appelle « photographique ». Il a photographié le paysage de sa région, le Hageland flamand. Et il a travaillé pendant trois ans sur une série de photos centrées sur le paysage de la rivière Demer, capturant les quatre saisons. Le résultat a été résumé dans le livre d'artiste, Demer – Het Land Langs de Rivier (2014),
Quand il a créé sa série intitulée « Shelters », Piron a été enflammé par l’amour flamand pour les cabines et l’architecture en brique.
Une autre série de photos intitulée « De onzichtbare tijd » (« Le temps invisible ») engage un dialogue avec « La figure humaine en mouvement » d'Edward Muybridge dans un nouveau style pictural.
Son épouse, Greet Stroobants, est une artiste en céramique[réf. nécessaire].